# Wolde
Wolde – gmina w Niemczech, w kraju związkowym Meklemburgia-Pomorze Przednie, w powiecie Mecklenburgische Seenplatte, wchodząca w skład Związku Gmin Treptower Tollensewinkel.
Dzielnice:
- Japzow
- Reinberg
- Schmiedenfelde
- Wolde
- Zwiedorf